# Gauverband I
Der Gauverband I ist der älteste und größte Gauverband (Zusammenschluss) bayerischer Gebirgstrachten-Erhaltungsvereine (GTEV) mit Sitz im oberbayerischen Traunstein. Aktueller Gauvorstand ist Michael Hauser. Der Gauverband zählt nach eigenen Angaben 119 Vereine mit 40.367 Mitgliedern.

## Geschichte
Nach der Gründung von Gebirgstrachten-Erhaltungsvereinen in den 1880er Jahren kam es am 1. Juni 1890 in Rosenheim auf Anregung des noch sehr jungen Rosenheimer Vereins (GTEV Rosenheim 1-Stamm) zur Gründung der ersten Dachorganisation der Trachtenvereine, heute „Gauverband I“. Der Moosmüller Franz Xaver Huber aus Feilnbach war erster Vorsitzender des Gauverbands. Am ersten Gaufest 1891 in Feilnbach nahmen 15 Trachtenvereine teil. Im Jahr 1899 gehörten dem Gauverband I bereits 43 Trachtenvereine an, 1906 waren es 61 Vereine. Im Laufe der Zeit gründeten sich weitere Gauverbände, so 1899 der Oberlandler Gau, 1903 der Inngau und 1926 der Chiemgau-Alpenverband. Auf Initiative des Gauverbandes I wurden 1925 die „Vereinigten bayerischen Trachtenverbände“, heute Bayerischer Trachtenverband, gegründet. 1937 ordnete die Gauleitung der NSDAP für München-Oberbayern die Verschmelzung der Trachtenvereine mit der nationalsozialistischen Organisation Kraft durch Freude (KdF) an. Nach dem Krieg kam es bereits 1946 zur Wiederaufnahme der Arbeit.

## Gauvorstände
1. 1890–1909 Franz Xaver Huber (Feilnbach)
2. 1910        Josef Buchner (Bad Tölz)
3. 1911–1918 August Jüngling (Bergen)
4. 1919–1945 Thomas Bacher (Westerham)
5. 1946–1966 Conrad Adlmaier (Traunstein)
6. 1966–1981 Paul Gambs (Inzell)
7. 1981–1998 Max Reitner (Vagen-Westerham)
8. 1998–2021 Peter Eicher (Weißbach)
9. seit 2021 Michael Hauser (Peterskirchen)

## Gebiete
Der Gauverband ist in acht Gebiete unterteilt, die jeweils einen Gebietsvertreter wählen und in die Gauvorstandschaft entsenden.
1. Gebiet Rupertiwinkel
2. Gebiet Bad Reichenhall
3. Gebiet nördlicher Chiemgau
4. Gebiet Simssee
5. Gebiet Mangfall
6. Gebiet Traunstein
7. Gebiet Berchtesgaden
8. Gebiet Inn-Salzach

## Mitgliedsvereine
Insgesamt sind 116 Vereine aus Oberbayern, insbesondere aus dem Oberland, dem Chiemgau, dem Rupertiwinkel und dem Berchtesgadener Land angeschlossen:
1. Almfrieden, Aindorf-Pittenhart
2. Albertaich-Frabertsham
3. Allmannsau-Lengmoos
4. Auerbergler, Altenmarkt an der Alz
5. Altötting
6. Isentaler, Ampfing
7. Anger-Höglwörth
8. D'Stoabacher, Aschau am Inn
9. Atteltaler, Aßling
10. Immergrün, Au bei Bad Aibling
11. D'Hochstaufner, Aufham bei Anger
12. Edelweiß, Bad Endorf
13. D'Jenbachtaler, Bad Feilnbach
14. Alt Reichenhall, Bad Reichenhall
15. Saalachthaler, Bad Reichenhall
16. D'Isarwinkler, Bad Tölz
17. D'Lattenberger, Bayerisch Gmain
18. Vereinigte Trachtenvereine des Berchtesgadener Landes e.V., Berchtesgaden
  1.  Almrauscher, Berchtesgaden
  2. D'Achentaler, Ramsau bei Berchtesgaden
  3. D´Edelweißer, Berchtesgaden
  4. D'Funtenseer, Schönau am Königssee
  5. D'Kehlstoana, Berchtesgaden-Obersalzberg
  6. D'Schellenberger, Marktschellenberg
  7. D'Untersberger Stamm, Berchtesgaden
  8. D'Watzmanner, Bischofswiesen
  9. D'Weißenstoana, Au bei Berchtesgaden
19. Bergen
20. D'Chiemseer, Breitbrunn
21. Almenrausch-Lindach, Burghausen
22. Edelweiß, Burgkirchen an der Alz
23. Chiemseer, Chieming
24. Edelweiß, Bad Feilnbach-Dettendorf/Kematen
25. Ebrachtaler, Ebersberg
26. D'Hartseer, Eggstätt
27. Kreuzbergler, Egmating
28. D'Arztberger, Eisenärzt
29. D'Schneebergler, Ainring-Feldkirchen
30. D'Rupertiwinkler, Freilassing-Salzburghofen
31. Saalachtaler, Freilassing
32. D´Salzachtaler, Fridolfing
33. D'Vilstaler, Gebensbach
34. Glonntaler, Glonn
35. Eichenlaub Stamm, Götting
36. Chiemgauer, Grabenstätt
37. Hochries-Samerberg, Grainbach
38. Alpenrose, Grassach-Tittmoning
39. Immagrea, Griesstätt
40. Alpengrün, Großhöhenrain
41. Inntaler, Guttenburg
42. Almenrausch, Halfing
43. D'Sulzberger, Hammer
44. Edelweiß, Hammerau, Gemeinde Ainring
45. D'Wendlstoana, Hausham
46. D'Heutauer, Heutau
47. D'Bachecker, Hirnsberg-Pietzing
48. D´gmiadlichen Hochbergler, Hochberg
49. D'Falkastoaner, Inzell
50. D'Reiteralmer, Jettenberg
51. D'Kranzlstoana, Karlstein
52. Immergrün, Kolbermoor
53. Grenzlandler, Laufen
54. Surtal, Lauter
55. Grenzlandler, Leonberg
56. D'Sulzbergler, Litzldorf
57. D'Grenzler, Marzoll
58. Edelweiß, Mühldorf
59. D'Schwarzenberger, Teisendorf-Neukirchen
60. Taubenbergler Stamm, Neumarkt-Sankt Veit
61. Trachtenverein Nußdorf
62. Almröserl, Oberneukirchen
63. D'Grüabinga, Obing
64. D'Stoabergler, Palling
65. D'Mörntaler,  Peterskirchen
66. Staufenecker, Piding
67. D'Holzlandler, Pleiskirchen
68. D'Simsseer, Prutting
69. Edelweiß, Reichertsheim
70. D'Reischachtaler, Reischach
71. Eschenwald, Traunstein-Rettenbach
72. Almengrün, Riedering
73. Ludwigshöhe, Rimsting
74. Stamm 1, Rosenheim
75. Almenrausch, Roßholzen
76. Edelweiß, Roth-Kirchanschöring
77. D'Miesenbacher, Ruhpolding
78. D'Rauschberger Zell, Ruhpolding
79. D'Schneebergler, Schnaitsee
80. D'Untersurtaler, Schönram
81. Vergißmeinnicht, Schwabering
82. Seerose, Seebruck
83. Siegsdorf
84. D'Hochlandler, Söllhuben
85. Simssee Süd, Stephanskirchen
86. D'Untern Alztaler, Tacherting
87. D'Raschenberger, Teisendorf
88. D'Mühltaler, Thundorf-Straß
89. Enzian, Töging
90. D'Heulandler, Törring
91. Trauntal, Traunstein
92. D'Traunviertler, Traunwalchen
93. D'Alzviertler, Trostberg
94. D'Alztaler, Truchtlaching
95. Edelweiß, Vachendorf
96. D'Neuburgler, Vagen
97. D'Mühlberger, Waging am See
98. D'Unterbergler, Wald an der Alz
99. Almenrausch und Edelweiß, Schnaitsee-Waldhausen
100. Almrausch, Wasentegernbach
101. Almrausch, Wasserburg am Inn
102. Tiefenthaler, Weildorf
103. D' Weikertstoana, Weißbach
104. D' Mangfalltaler, Westerham
105. Edelweiß, Zorneding

Besonderheiten unter den oberbayerischen Mitgliedsvereinen sind:
1. Schnalzervereinigung des Rupertiwinkels aus Saaldorf
2. Vereinigten Weihnachtsschützen des Berchtesgadener Landes

In Mittelfranken beheimatet ist:
1. D' Gamskofler Nürnberg

Im Salzburger Land (Österreich) beheimatet sind:
1. D´Saalachtaler, Unken
2. Alpinia, Salzburg